# ヨレンタ (福者)
福者ヨレンタ、またはヨラーン（ポーランド語: Jolenta Helena; ハンガリー語: Jolán、1235/39年 - 1298年）は、ヴィエルコポルスカ公ボレスワフの妃。ハンガリー王ベーラ4世の娘、母はニカイア皇帝テオドロス1世ラスカリスの娘マリア。2人の聖女、マルギトおよびキンガの妹にあたり、また叔母のエルジェーベトもきわめて崇敬されている聖人である。

## 生涯
ヨレンタは幼くしてポーランド大公ボレスワフ5世の妃となっていた長姉キンガのもとに引き取られ、養育された。1257年、ヨレンタは周囲の勧めでヴィエルコポルスカ公ボレスワフと結婚した。結婚後、ヨレンタは夫の領国において貧者に対する施しを行い、彼ら貧者を助ける修道院や慈善病院の主要な後援者となった。夫ボレスワフは妻の慈善事業をしっかりと支えたことで、「敬虔公」と呼ばれるようになった。1279年、ヨレンタは夫に先立たれ、同じ年にやはり未亡人となった姉キンガ、そして自分の娘の一人とともにノヴィ・ソンチュにあったクララ修道会の女子修道院に入った。しかしこの地域が紛争に巻き込まれたため、ヨレンタはグニェズノに新しい修道院を建設してそちらに移り住んだ。彼女は死の直前、同修道院の女子修道院長を務めることを要請され、応じている。ヨレンタは1827年、ローマ・カトリック教会に列福されている。

## 子女
ヨレンタは夫ボレスワフとのあいだに3人の娘をもうけた。
1. エルジュビェタ（1263年 - 1304年9月28日）…レグニツァ公ヘンリク5世と結婚
2. ヤドヴィガ（1266年 - 1339年12月10日）…ポーランド王ヴワディスワフ1世と結婚
3. アンナ（1278年 - ?）…グニェズノの修道女